# Франсоа Жерар
Барон Франсоа-Паскал-Симон Жерар (на френски: François-Pascal-Simon Gérard) е френски художник, представител на неокласицизма. Той е известен като автор на множество портрети на известни личности от цяла Европа през периода на Първата империя и Реставрацията.

## Галерия
- Наполеон Бонапарт като Първи консул, февруари 1803
- Портрет на император Наполеон I
- Мадам Рекамие
- Портрет на Императрица Жозефин
- Портрет на Дезире Клари
- Купидон и Психея
- Наполеон в Битката при Аустерлиц, 2 декември 1805
- Тереза Авилска
- Дафнис и Хлоя, ок. 1824